# غوريتشي (تشكدان)
غوریتشي (بالفارسية: گوریچی) هي قرية تقع في إيران في قسم تشکدان الريفي. يقدر عدد سكانها بـ 423 نسمة بحسب إحصاء 2016.